# Barrage Atatürk
Pour les articles homonymes, voir Atatürk (homonymie).
 (novembre 2017).
Le barrage Atatürk (en turc Atatürk Barajı) est un barrage construit sur l'Euphrate, dans le sud-est de la Turquie.
Il est la pièce centrale des vingt-deux barrages prévus dans le cadre du projet d'Anatolie du Sud-Est (Güneydoğu Anadolu Projesi ou GAP), lancé par le gouvernement turc. Avec une puissance installée de 2 400 MW, il est également le barrage hydroélectrique le plus puissant du pays.

## Description
Le barrage fait presque 2 km de long. Le lac artificiel créé couvre une surface de 817 km2, le troisième plus grand de Turquie.
La centrale électrique contient huit turbines Francis d'une puissance unitaire de 300 MW, pour une puissance installée totale de 2 400 MW. La hauteur de chute turbinée est de 151 mètres. La production électrique annuelle du barrage Atatürk est estimée à 8,9 TWh.

## Histoire
Sa construction a débuté en 1983 et a été achevée en 1990. Le remplissage du lac de retenue s'est achevé en 1992, date de début de fonctionnement des deux premières turbines. L'ouvrage est totalement en service depuis décembre 1993.
Initialement nommé barrage de Karababa, il a depuis été renommé en l'honneur de Mustafa Kemal Atatürk, premier président de la république de Turquie.